# Neolític preceràmic B
El Neolític preceràmic B (PPNB, per les sigles en anglès de Pre-Pottery Neolithic B) és una de les fases del Neolític desenvolupades a l'Orient Pròxim. És la continuació de la fase anomenada Neolític preceràmic A (PPNA) i, com aquesta, va ser establerta segons l'estratigrafia del jaciment de Jericó per Kathleen Kenyon. El preceràmic B abasta una cronologia d'uns 2000 anys, entre el començament del IX mil·lenni aC i el començament del VII mil·lenni aC.
El preceràmic B es va estendre pel Llevant mediterrani i les regions veïnes (sud-est d'Anatòlia i Xipre). És una fase caracteritzada per la presència de pobles sedentaris, de vegades molt nombrosos, la població dels quals va començar a dominar l'agricultura i / o la cria d'animals. Com a resultat, es considera la fase que finalitza el procés de neolitització, que havia vist l’aparició de les societats agrícoles. Per tant, aquestes societats comparteixen una forma de vida similar, amb construccions rectangulars, tècniques artesanals semblants (residus de pedres dures, vaixella de pedra polida, indústria òssia) i pràctiques religioses relacionades (manipulació dels cossos dels difunts, en particular dels seus cranis), mitjançant intercanvis d’objectes (sobretot obsidiana), fins i tot si existeixen diferències culturals entre elles. Per tant, no es tracta d’un tot cultural homogeni, sinó d’una “esfera d’interaccions”.

## Cronologia
La millora de la tècnica de datació per radiocarboni i el nombre creixent d’excavacions de jaciments d’aquest període han permès establir un marc cronològic molt més precís i significativament diferent del proposat per Kenyon.
El preceràmic B cobreix aproximadament des del IX mil·lenni aC fins al començament o la primera meitat del VII mil·lenni aC. Es divideix en tres fases, de vegades amb l'addició d'una quarta, també anomenada Neolític preceràmic C, per al llevant sud.
A diferència del preceràmic A, no es subdivideix en entitats arqueològiques regionals separades.
| Cronologia del Neolític preceràmic B al Llevant en dates abans de Crist, calculat segons diferents autors |           |                                                     |                             |
| | K. Wright | A. N. Goring-Morris i A. Belfer-Cohen (Llevant Sud) | P. Akkermans (Llevant Nord) |
| PPNB antic                                                                                                | 8940-8460 | 8500-8250                                           | 8700-7500                   |
| PPNB mitjà                                                                                                | 8460-7560 | 8250-7500                                           | 8700-7500                   |
| PPNB recent                                                                                               | 7560-6940 | 7500-7000                                           | 7500-6900                   |
| PPNB final o PPNC                                                                                         | 6940-6400 | 7000-6400                                           | -                           |

## Estil de vida

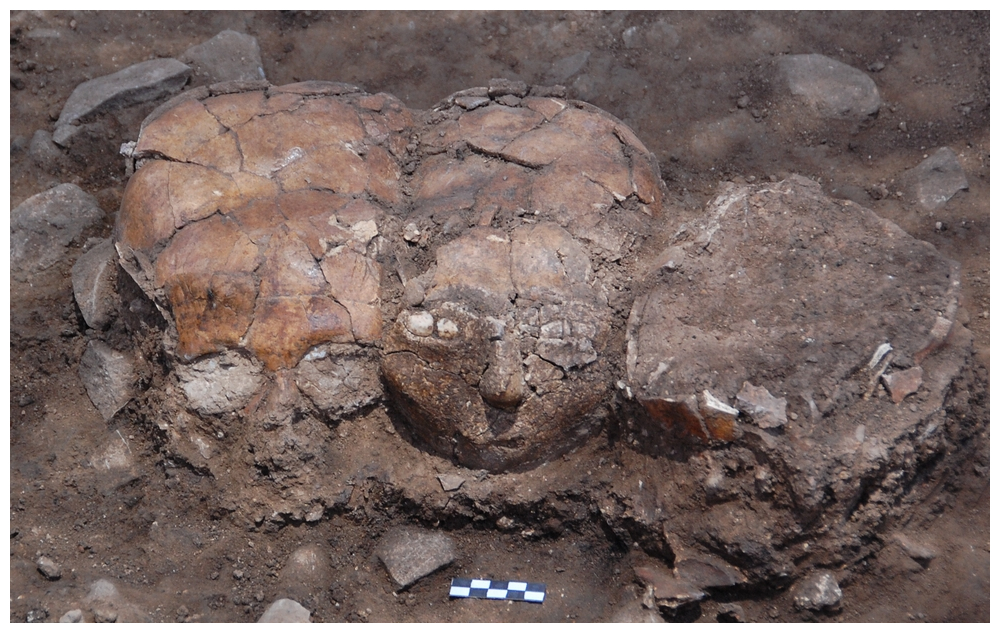
Cranis enguixats de Yiftahel (Baixa Galilea).

Les tendències culturals d’aquest període difereixen de la del període anterior, el Neolític preceràmic A (PPNA), quan les es va començar a dependre més dels animals domesticats per complementar la dieta mixta agrària i caçadora-recol·lectora. A més, el conjunt d’eines de sílex d'aquest període és nou i força diferent del del període anterior. Un dels seus principals elements és el nucli naviforme. El preceràmic B, per altra banda, és el primer període en què els estils arquitectònics del sud de Llevant van esdevenir principalment rectilinis; els habitatges típics anteriors eren circulars, el·líptics i ocasionalment fins i tot octogonals. Una de les característiques principals d'aquestes cases és una gruixuda capa de guix d’argila blanca al terra, molt polida i feta de calç produïda a partir de pedra calcària. La pirotecnologia, la capacitat d'expansió per controlar el foc, es va desenvolupar molt en aquest període.
Es creu que l'ús de guix d'argila per a revestiments de terres i parets durant el preceràmic B va portar al descobriment de la ceràmica. La protoceràmica més antiga va aparèixer al voltant del 7000 aC en llocs com Tell Neba'a Faour (Vall de la Bekaa); aquesta ceràmica és l'anomenada vaixella blanca o White Ware, fabricada amb calç i cendra grisa i que es construïa al voltant de cistelles abans de la cocció. 'Ain Ghazal, Yiftahel (Galilea occidental) i Abu Hureyra (Eufrates superior) són tres jaciments d’aquest període que contenen edificis rectangulars i fan servir tècniques de sòl arrebossat.
Els cranis humans enguixats són cranis reconstruïts que daten d'entre el 9000 i el 6000 aC. Representen algunes de les formes d’art més antigues del Pròxim Orient i demostren que la població prehistòrica va tenir molta cura a l’hora d’enterrar els seus avantpassats per sota de casa seva. Els cranis denoten alguns dels primers exemples escultòrics de retrats de la història de l'art.

## Societat
El treball recent de Danielle Stordeur a Tell Aswad, un gran nucli agrícola entre el mont Hermon i Damasc, no va poder validar la teoria anterior de Henri de Contenson sobre una cultura assadiana al preceràmic A. En lloc d'això, hi van trobar evidències d'una cultura del preceràmic B completament establerta el 8700 aC, que va fer retrocedir la data d'inici generalment acceptada del període en 1.200 anys. Es van trobar llocs similars a aquest a la conca de Damasc de la mateixa edat a Tell Ramad i Tell Ghoraifé. Com podria sorgir una cultura preceràmica B en aquest lloc, practicant una agricultura domesticada des del 8700 aC ha estat objecte d’especulacions. Ja fos que creés la seva pròpia tradició de manera autònoma o la va importar del nord-est o del sud d’Orient, s’ha considerat una qüestió important per a un jaciment que planteja un problema per a la comunitat científica.

## Artefactes
Cap al 8000 aC, abans de la invenció de la ceràmica, diversos assentaments primerencs es van convertir en experts en l'elaboració de bells i sofisticats contenidors a partir de pedra, amb materials com l'alabastre o el granit, i l'ús de sorra per modelar i polir. Els artesans utilitzaven les venes del material amb el màxim efecte visual. Aquests objectes s'han trobat en abundància a la part alta del riu Eufrates, a l'actual Siria oriental, especialment al jaciment de Bouqras. Aquests moments constitueixen les primeres etapes del desenvolupament de l'art de Mesopotàmia.

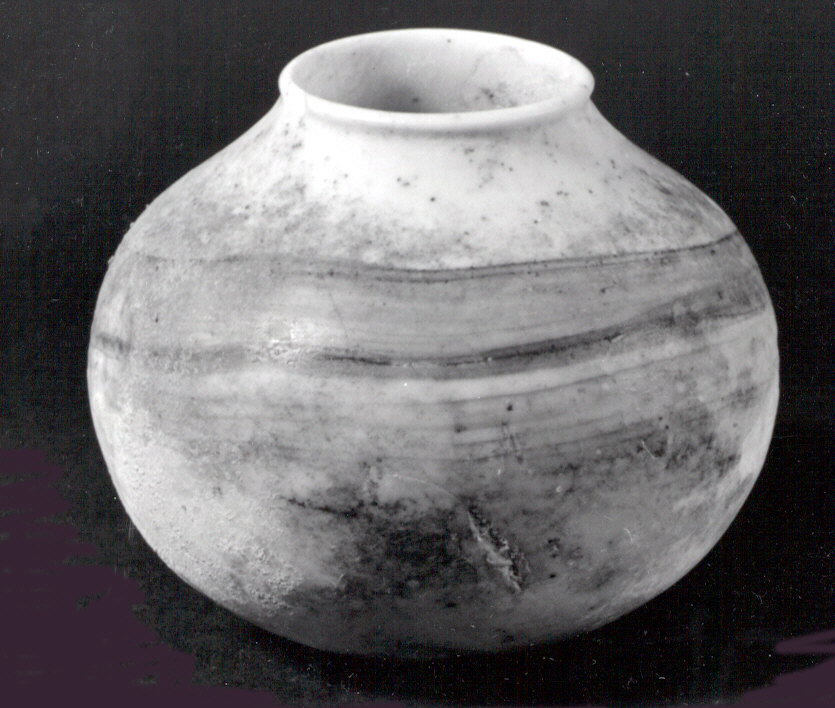
Pot en alabastre de calcita, Síria, finals del VIII mil·lenni aC.
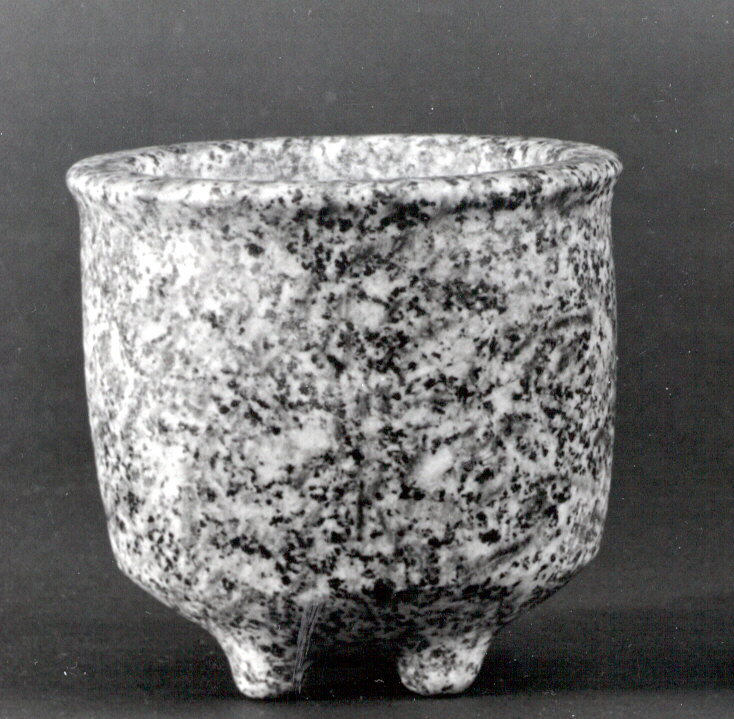
Bol de peu de granit, Síria, finals del VIII mil·lenni aC.
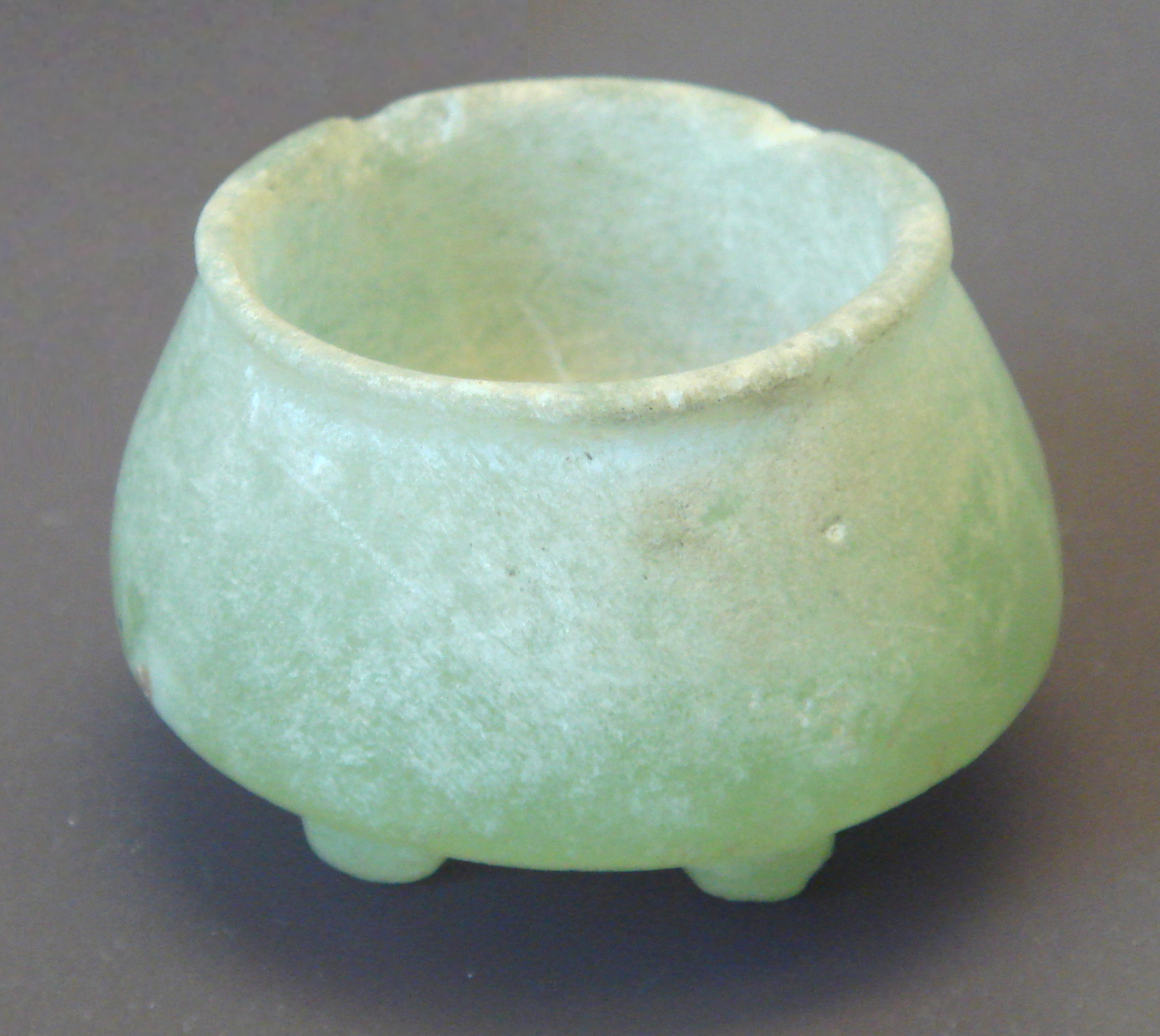
Gerro amb trípode d’aragonita verda, Eufrates mitjà, del 6000 aC (Museu del Louvre - AO 28386).
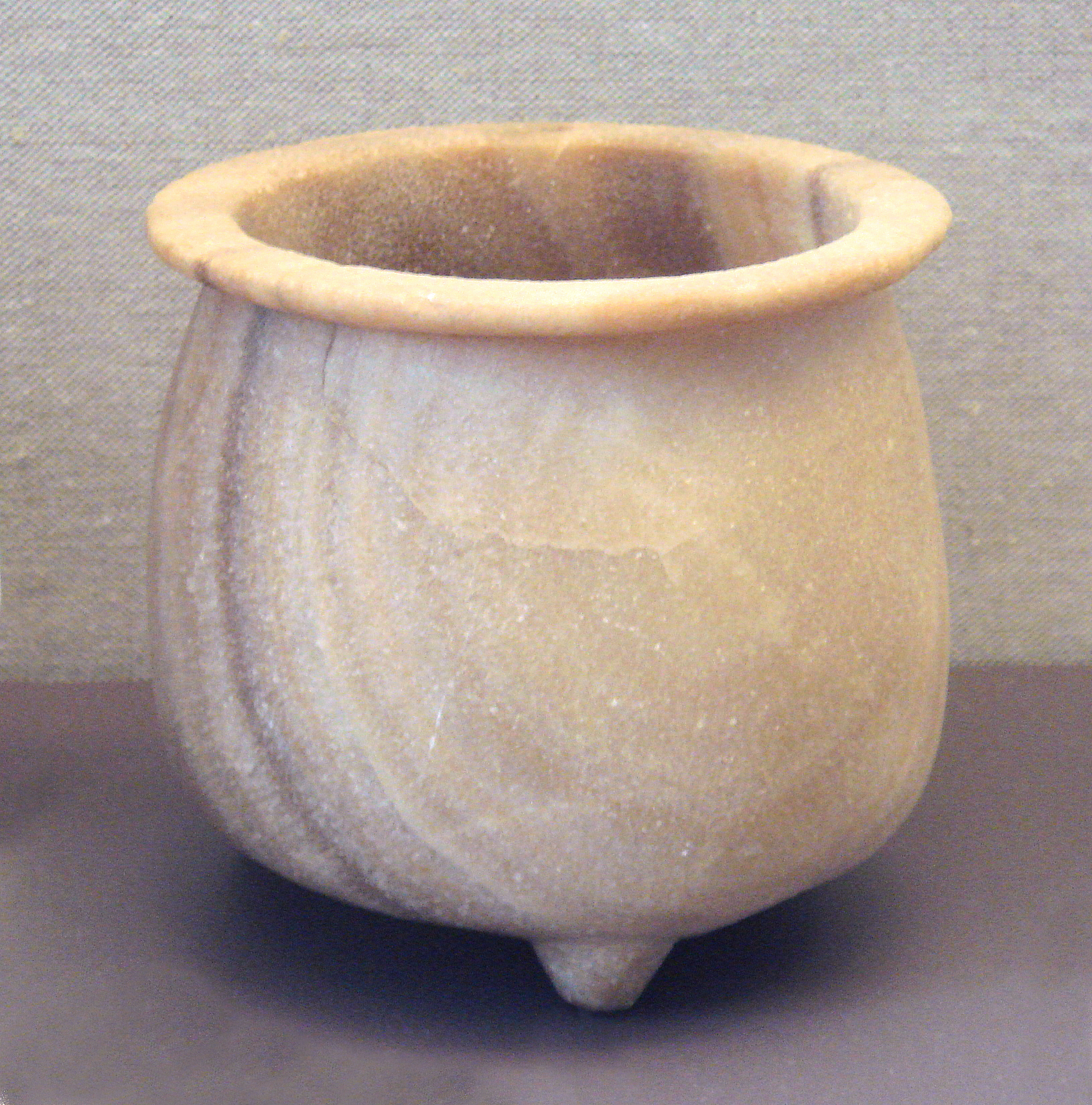
Gerro amb trípode de calcita, Eufrates mitjpa, probablement de Tell Buqras, 6000 aC (Museu del Louvre - AO 31551).
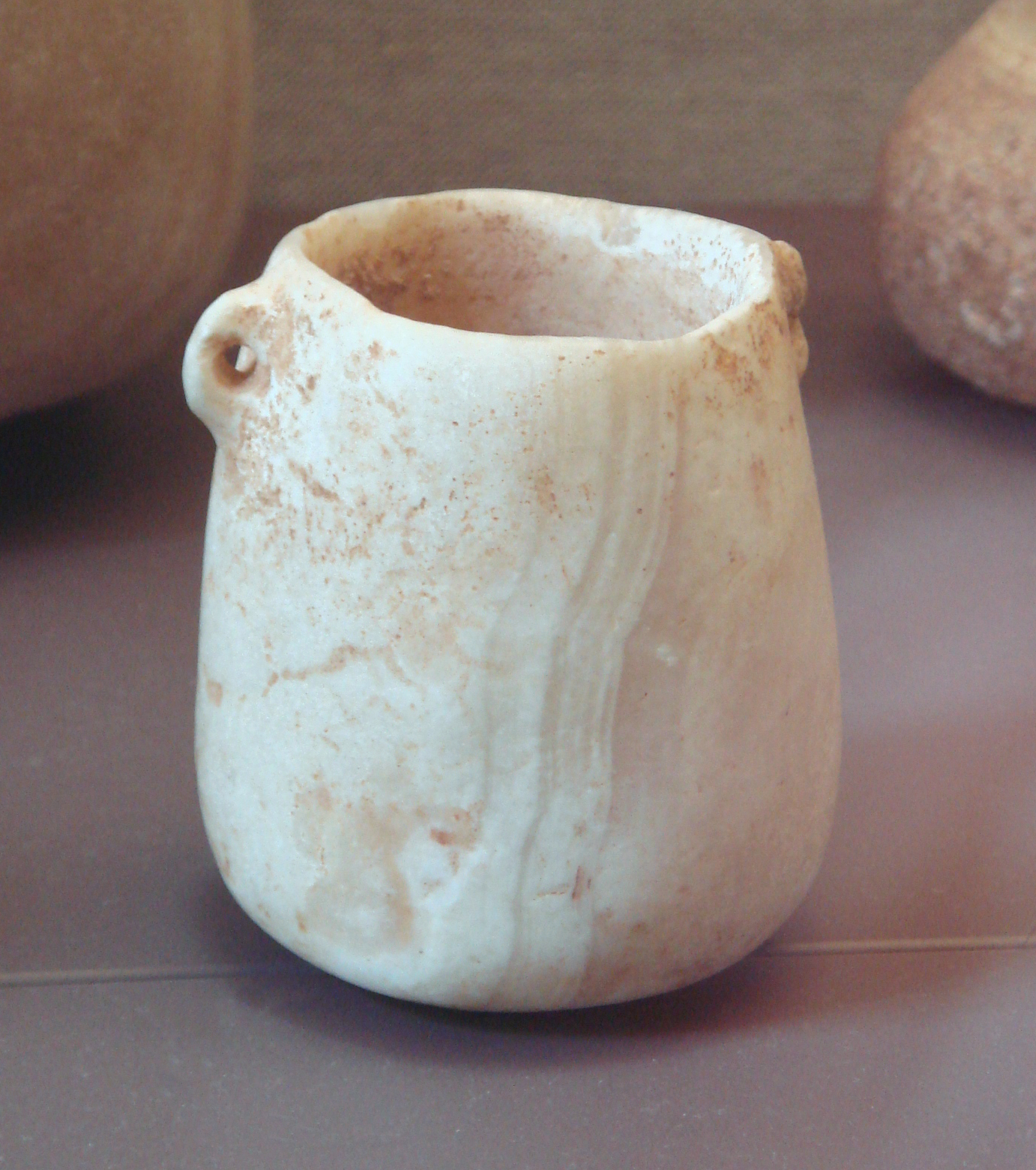
Gerro d'alabastre amb nanses trobat a la regió de Buqras, 6500 aC (Museu del Louvre - AO 28519).
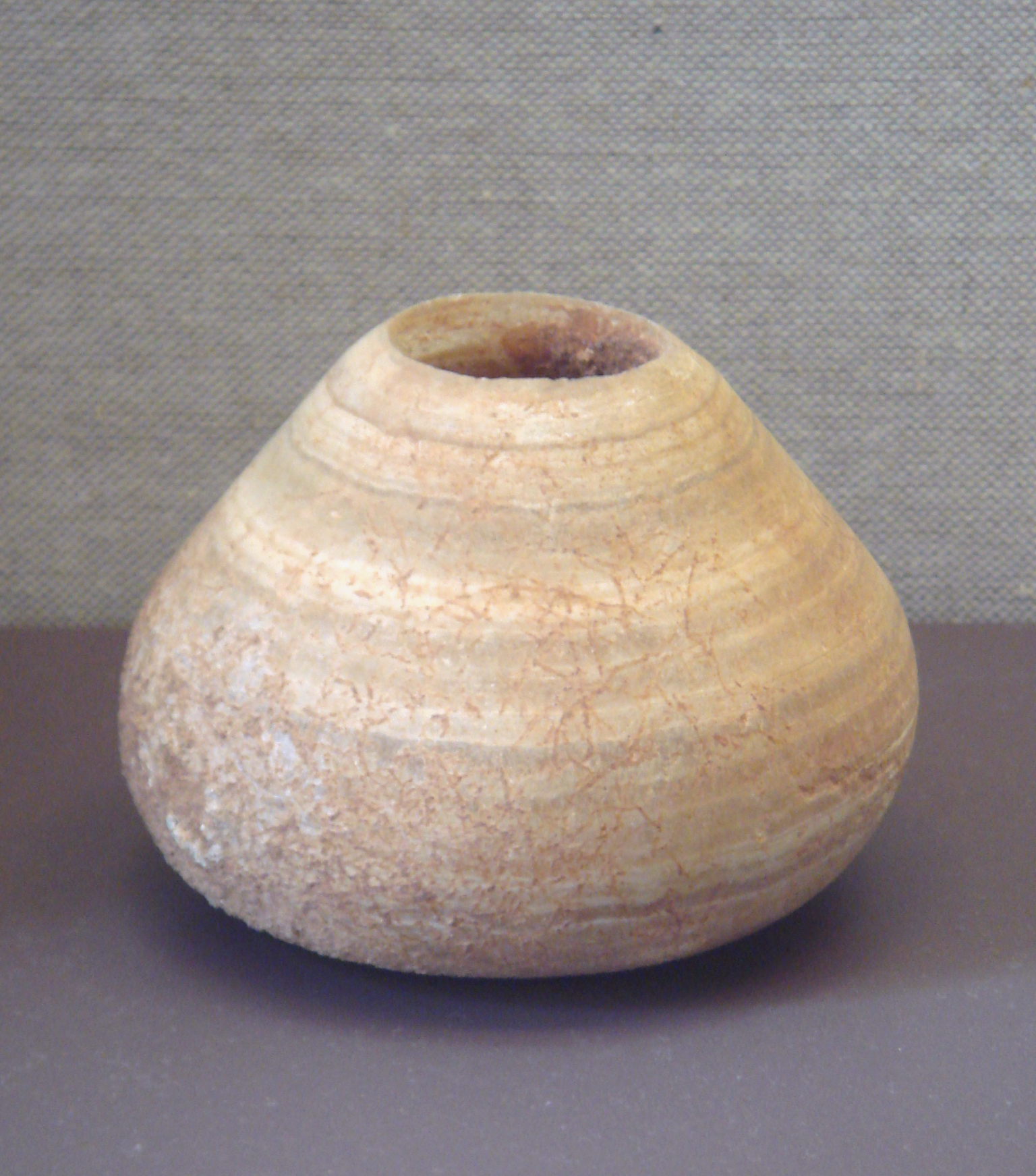
Pot troncocònic d'alabastre de la regió del Mig-Eufrates, 6500 aC, (Museu del Louvre).
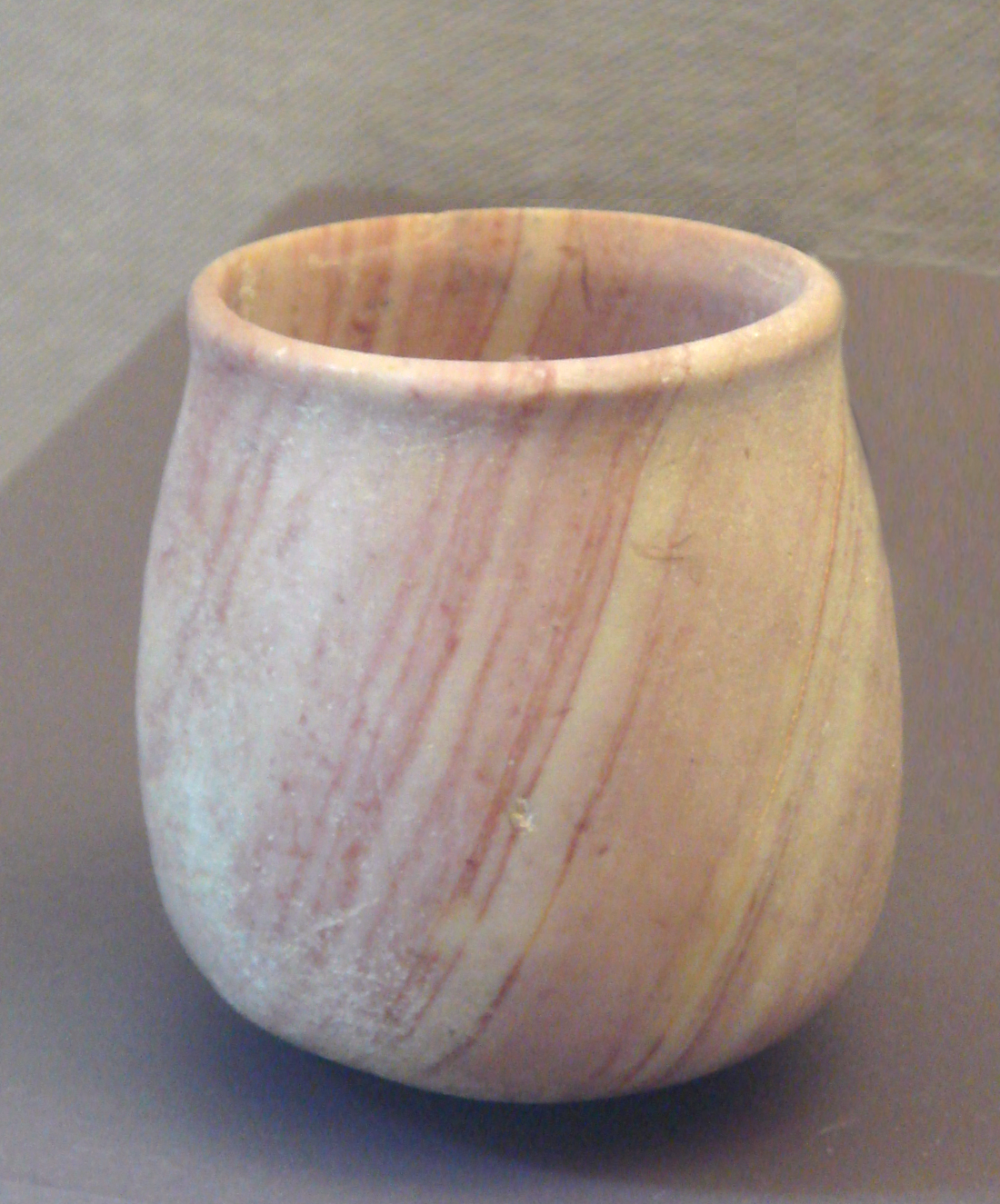
Recipient d'alabastre de la regió de l'Eufrates Mitjà, 6500 aC, (Museu del Louvre).
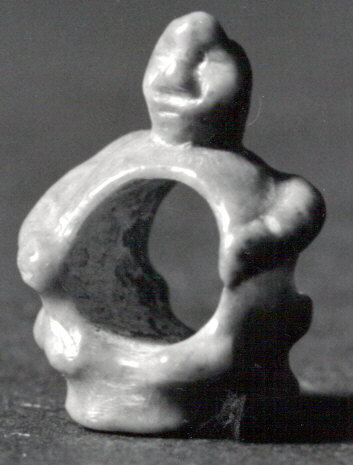
Granadura o vidret amb forma humana del VIII mil·lenni aC.